# Чжу Ючжень
Чжу Ючжень (кит.: 朱友貞; піньїнь: Zhū Yǒuzhēn; 20 жовтня 888 — 18 листопада 923) — останній імператор Пізньої Лян періоду п'яти династій і десяти держав.

## Життєпис
Був сином Чжу Веня. Прийшов до влади в результаті повстання проти власного брата, імператора Чжу Юґуя.
Вважається вправним володарем, однак він не зміг урятувати свою державу від падіння під тиском Пізньої Тан. Коли 923 року правитель останньої, Лі Цуньсюй, захопив столицю Пізньої Лян, місто Далян, імператор наказав одному зі своїх генералів убити його.
Таким чином держава Пізня Лян припинила своє існування. Разом з тим історія Пізньої Лян є найдовшою серед п'яти династій.

## Девізи правління
- Ціаньхуа (乾化) 913—915
- Чженьмін (貞明) 915—921
- Лунде (龍德) 921—923